# 白饭树
白饭树（学名：Flueggea virosa）为叶下珠科白饭树属的植物。分布于亚洲、非洲、大洋洲以及中国大陆的华南、华东、西南等地，生长于海拔100米至2,000米的地区，多生长于山地灌木丛中，目前尚未由人工引种栽培。

## 别名
金柑藤（植物学名词审查本），密花叶底株（台湾植物志），白倍子（广西贵县）

## 异名
- Securinega virosa (Roxb. ex Willd.) Baill.

## 外部連結
- 白飯樹, Baifanshu （页面存档备份，存于） 藥用植物圖像數據庫 (香港浸會大學中醫藥學院) （繁體中文）（英文）